# Liam Everts
Liam Everts (Hasselt, 6 augustus 2004) is een Belgisch motorcrosser. 

## Levensloop
Liam is de zoon van de voormalige motorcrosser Stefan Everts (tienvoudig wereldkampioen) en de kleinzoon van de voormalige motorcrosser Harry Everts (viervoudig wereldkampioen).
Op vrijdagavond 6 augustus 2004, aan de vooravond van de Grand Prix van Namen, werd Liam geboren. Zijn vader Stefan wist op zondag de Grand Prix te winnen, op dat moment de 78ste uit zijn carrière, met een gepersonaliseerde helm waarop "Love you Kelly and Liam" te zien was.
Enkele weken nadat Stefan zijn afscheid als rijder had aangekondigd, kreeg Liam in september 2006, op tweejarige leeftijd, een "contract" met Yamaha voor drie seizoenen, met een symbolische vergoeding van 1 euro per jaar.
In 2018 werd Everts Europees Kampioen in de 85cc-klasse.
In 2019 reed Everts zijn eerste volledige seizoen in het EMX125-kampioenschap, op KTM. Hij behaalde bijna elke wedstrijd punten en wist het seizoen af te sluiten op de achtste plaats.
In 2020 stond Everts aan de leiding in het EMX125-kampioenschap na een overwinning in de eerste wedstrijd van het seizoen, in het Britse Matterley Basin. Vlak voor en na de corona-lockdown nam Everts deel in het EMX250-kampioenschap tijdens de vrije weekends in de EMX125, waarin hij in elke reeks punten haalde. In de tweede wedstrijd van het EMX125-kampioenschap liep het echter mis toen Everts ten val kwam en zijn pols brak. Er werd beslist om de blessure operatief te behandelen, waardoor zijn seizoen er vroegtijdig opzat.
Vanaf het seizoen 2021 was Everts voltijds actief in het EMX250-kampioenschap. Hij sloot het seizoen af op de zevende plaats. Halfweg het seizoen nam hij deel aan de GP van Sardinië in het wereldkampioenschap motorcross MX2 als wildcard. Everts behaalde in beide manches punten. Everts werd voor het eerst geselecteerd voor de Motorcross der Naties, samen met Cyril Genot en Brent Van Doninck. België eindigde op de zesde plaats.
Eind maart 2021 werd aangekondigd dat Everts werd aangesteld als officieel Red Bull-atleet.
Op 6 mei 2021 was Everts te zien in de beloftencategorie van het tweede seizoen van De Container Cup op de zender Play Sports Open.
Vanaf 2022 kwam Everts voltijds uit in het WK MX2. In de eerste wedstrijd liep hij reeds een blessure op, waardoor hij enkele wedstrijden moest missen. Desondanks beëindigde hij het seizoen nog op de tiende plaats. Everts werd opnieuw geselecteerd voor de Motorcross der Naties, samen met Jago Geerts en Jeremy Van Horebeek. België eindigde op de vijfde plaats.
Sinds 2023 rijdt Everts voor het fabrieksteam van KTM in de MX2-klasse. Op 11 juni 2023 won hij in het Duitse Teutschenthal op zijn achttiende zijn allereerste Grand Prix in zijn nog jonge carrière.
Op 15 september 2024 kwam Everts lelijk ten val bij een botsing met landgenoot Lucas Coenen in de GP van China, waarbij hij de C5-halswervel brak. De jonge crosser vertoonde verlammingsverschijnselen en werd met spoed succesvol geopereerd in een ziekenhuis in Shanghai.

## WK motorcross
2021: 33e MX2-klasse
2022: 10e MX2-klasse
2023: 4e MX2-klasse
2024: 4e MX2-klasse
| 1 | 11-06-2023 | Duitsland                   | Teutschenthal  |
| 2 | 20-08-2023 | Nederland                   | Arnhem         |
| 3 | 03-09-2023 | Turkije                     | Afyonkarahisar |
| 4 | 14-04-2024 | Trente (Italië)             | Pietramurata   |
| 5 | 05-05-2024 | Portugal                    | Águeda         |
| 6 | 16-03-2025 | Castilië-La Mancha (Spanje) | Cózar          |